# Kuriosum
Kuriosum (plural kuriosa), eller kuriositet, är något märkvärdigt eller egendomligt. Vid tal om samlingar används pluralformen kuriosa. Kuriosa förekommer även i ordsammansättningar. Ordet kuriosum kommer från latinets curiosum av curiosus. Curio´sus betyder "omsorgsfull" och "nyfiken", medan cu´ra betyder "omsorg". I det svenska språket finns det belägg för ordet kuriosum från 1800-talet.